# Mont Buxton
Mont Buxton é um distrito de Seicheles localizada na região central da Ilha de Mahé com 1.164 km² de área. 
Em 2021 a população foi estimada em  3,220 habitantes com uma densidade de 2,765/km², já de acordo com o censo de 2010 a população é de 3,089 habitantes com 1,540 sendo homens e 1,549 mulheres.